# John Paton Booth
Pour les articles homonymes, voir John Booth et Booth.
John Paton Booth (20 décembre 1837-25 février 1902) est un homme politique canadien de la Colombie-Britannique. Il est député provincial indépendant de la circonscription britanno-colombienne de Cowichan de 1871 à 1875, de The Islands de 1890 à 1894 et de North Victoria de 1894 à 1902,.
Il sert comme président de l'Assemblée législative de la Colombie-Britannique en 1898 et de 1900 à 1902.

## Biographie
Né à Bressay dans les Shetland en Écosse, Booth s'établit à Guelph en Ontario avec sa famille alors qu'il est encore en bas âge. Après des études en Ontario, il immigre en Colombie-Britannique en 1859.
Vivant sur l'île Saltspring, Booth meurt d'un problème rénal à l'âge de 64 ans alors qu'il est encore en fonction,.